# Białe Jeziorki
Białe Jeziorki ist ein  Dorf in der polnischen Woiwodschaft Ermland-Masuren. Es liegt im Kreis Gołdap (Goldap) und gehört zur Landgemeinde Dubeninki (Dubeningken, 1938–1945 Dubeningen).
Białe Jeziorki liegt 17 Kilometer südöstlich der Kreisstadt Gołdap südlich der Rominter Heide (polnisch Puszcza Romincka). Das Dorf ist zu erreichen über den Abzweig Cisówek an der Nebenstraße von Dubeninki über Rakówek nach Przerośl. Eine Bahnanbindung besteht nicht.
Vor 1938 lag Białe Jeziorki auf polnischem Gebiet unmittelbar hinter der Grenze zum Deutschen Reich. Einen deutschen Namen kennt der Ort daher nicht. Zwischen 1975 und 1998 war er in die Woiwodschaft Suwałki, seither ist er in die Woiwodschaft Ermland-Masuren eingegliedert. Białe Jeziorki ist heute eine Ortschaft mit Schulzenamt (Sołectwo) im Verbund der Gmina Dubeninki im Powiat Gołdapski.
Die katholischen Einwohner Białe Jeziorki sind in die Pfarrei Przerośl eingegliedert, die zum Dekanat Filipów im Bistum Ełk (Lyck) der Katholischen Kirche in Polen gehört. Der evangelische Teil der Bevölkerung ist in die Kirchengemeinde Suwałki (Suwalken) eingepfarrt und damit der Diözese Masuren der Evangelisch-Augsburgischen Kirche in Polen zugehörig.